# Roberto Agenor Scholze
Roberto Agenor Scholze, conhecido como Eto Scholze (Rio Negro, 14 de fevereiro de 1988) é um político brasileiro, filiado ao Partido dos Trabalhadores (PT).
É filho de Carlos Roberto Scholze, o Carlinhos da Farmácia, ex-vereador e ex-prefeito do município catarinense de Mafra.
Em 2008 elegeu-se como o vereador mais votado e o mais novo da história de Mafra, com 1658 votos. Quatro anos depois, em 2012, com 26 anos, candidatou-se ao cargo de prefeito e, como não era o favorito nas pesquisas, buscou formas diferente para se aproximar dos mais de 40 mil eleitores da cidade. Elegeu-se para o mandato de 1 de janeiro de 2013 a 31 de dezembro de 2016, com 14.623 votos, que representaram 45,18% dos votos válidos, apenas 1% acima do segundo colocado, que obteve 44,12% dos votos.
Em 4 de junho de 2015, Scholze teve o seu mandato cassado pela Câmara Municipal, por sete votos a favor e dois contra, acusado de nepotismo e fraudes na prefeitura. Conforme os autos da ação civil pública, Scholze teria empregado em 2013 a própria mãe, Valnete dos Santos, como secretária municipal da Criança e Ação Social, e a madrasta, Wilmara Herzer, como secretária municipal do Programa Bolsa Família, além da acusação de que ele seria conivente com pagamento irregular de funcionários não contratados por portaria. Com o seu afastamento, quem assumiu o cargo de prefeito foi o vice-presidente da Câmara de Vereadores, Abel Bicheski, já que o vice-prefeito de Mafra morrera, e o presidente da Câmara não aceitou a função. Além da perda de mandato, a Justiça determinou a inegibilidade do político por três anos e o reembolso aos cofres públicos daquilo que foi gasto em salário com a mãe e madrasta; ele também deve pagar uma multa no valor de duas vezes o próprio salário.